# Faviinae
Sous-famille
Les Faviinae sont une sous-famille de coraux durs de la famille des Faviidae.

## Taxonomie
Selon les sources ce taxon a été créé par Henri Milne-Edwards et Jules Haime en 1857 ou par John Walter Gregory en 1900.

## Liste des genres
Selon World Register of Marine Species (26 janvier 2019) :
- genre Colpophyllia Milne Edwards & Haime, 1848
- genre Diplocoenia Duncan, 1868 †
- genre Diploria Milne Edwards & Haime, 1848
- genre Favia De Blainville, 1820
- genre Lamellastraea Duncan, 1868 †
- genre Manicina Ehrenberg, 1834
- genre Mussismilia Ortmann, 1890
- genre Pseudodiploria Fukami, Budd & Knowlton, 2012

## Publication originale
- Milne Edwards & Haime, 1857 : Histoire naturelle des coralliaires ou polypes proprement dits. vol. 2, pp. 1-631 (texte intégral) (fr).